# Bestial Devastation
A Bestial Devastation a Sepultura nevű brazil metalegyüttes első kiadványa, ami 1985 decemberében jelent meg a Cogumelo Records kiadásában Brazíliában. Az album öt száma az Overdose együttessel közös split lemezen jelent meg. A dalok az akkori európai thrash metal és az amerikai death metal nagyon nyers hangzású lenyomatai voltak. Az albumból 15 000 példány kelt el Brazíliában, és mind a Sepultura, mind az Overdose ennek köszönhetően elkészíthette első nagylemezét a Cogumelonál.
1991-ben a Bestial Devastation-t a Roadrunner Records a Morbid Visions című első Sepultura-album újrakiadásának bónuszaként adta ki újból.

## Az album dalai
| #  | Cím                 | Hossz |
| -- | ------------------- | ----- |
| 1. | The Curse           | 0:39  |
| 2. | Bestial Devastation | 3:08  |
| 3. | Antichrist          | 3:47  |
| 4. | Necromancer         | 3:53  |
| 5. | Warriors of Death   | 4:10  |

## Közreműködők
- Max Cavalera "Possessed" – ének, ritmusgitár
- Jairo Guedz "Tormentor" – szólógitár
- Paulo Jr. "Destructor" – basszusgitár
- Igor Cavalera "Skullcrusher" – dob, ütőhangszerek